# Deildartunguhver

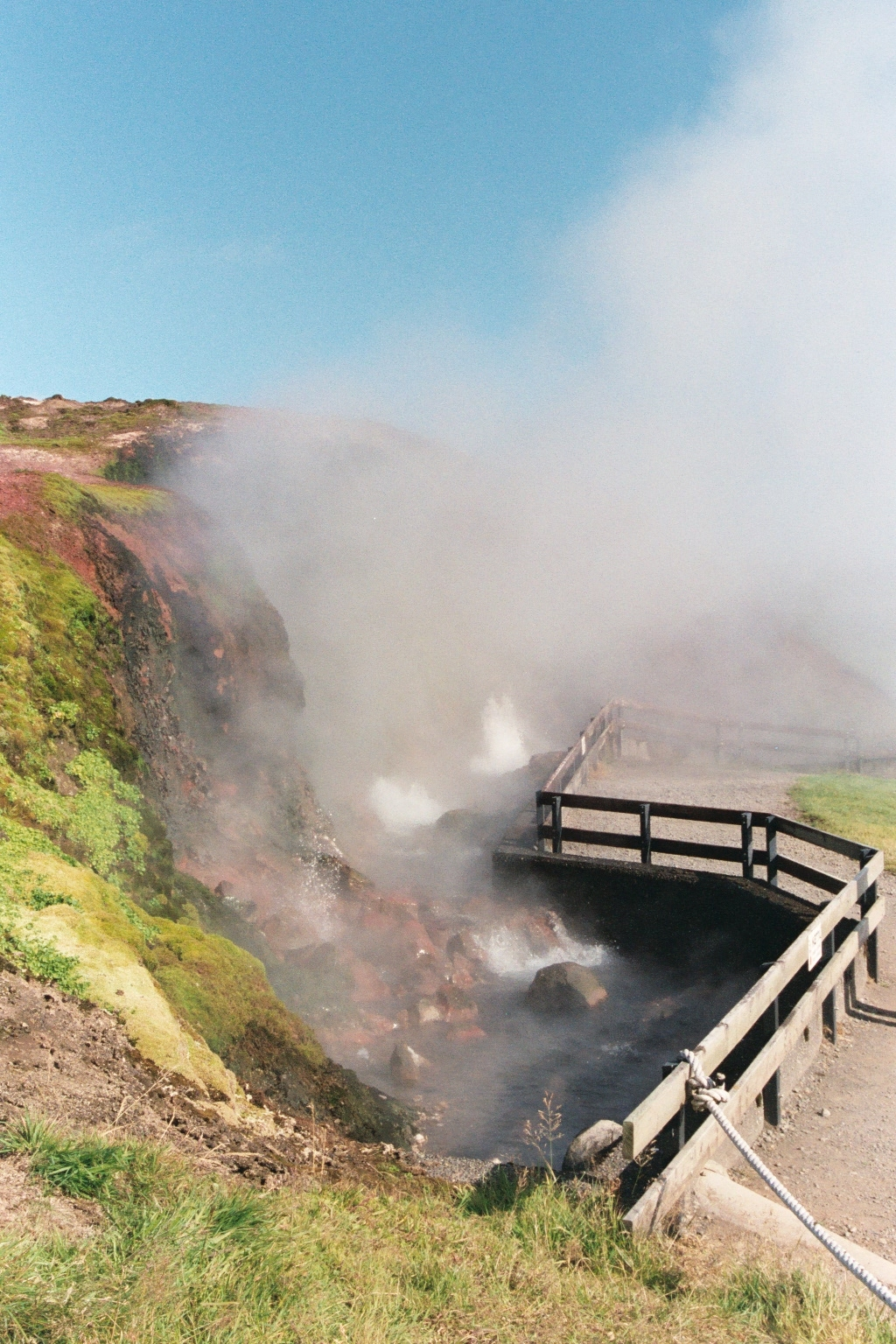
Deildartunguhver

Deildartunguhver es un manantial de aguas termales ubicado Reykholtsdalur, Islandia. Se caracteriza por un alto caudal de aguas termales (180 litros/segundo) y el agua emerge a 97 °C. Siendo así el agua termal con mayor flujo de Europa.
Algo del agua es usada para calefacción, siendo transportada por cañería a Borgarnes a 34 kilómetros y a Akranes a 64 kilómetros. 

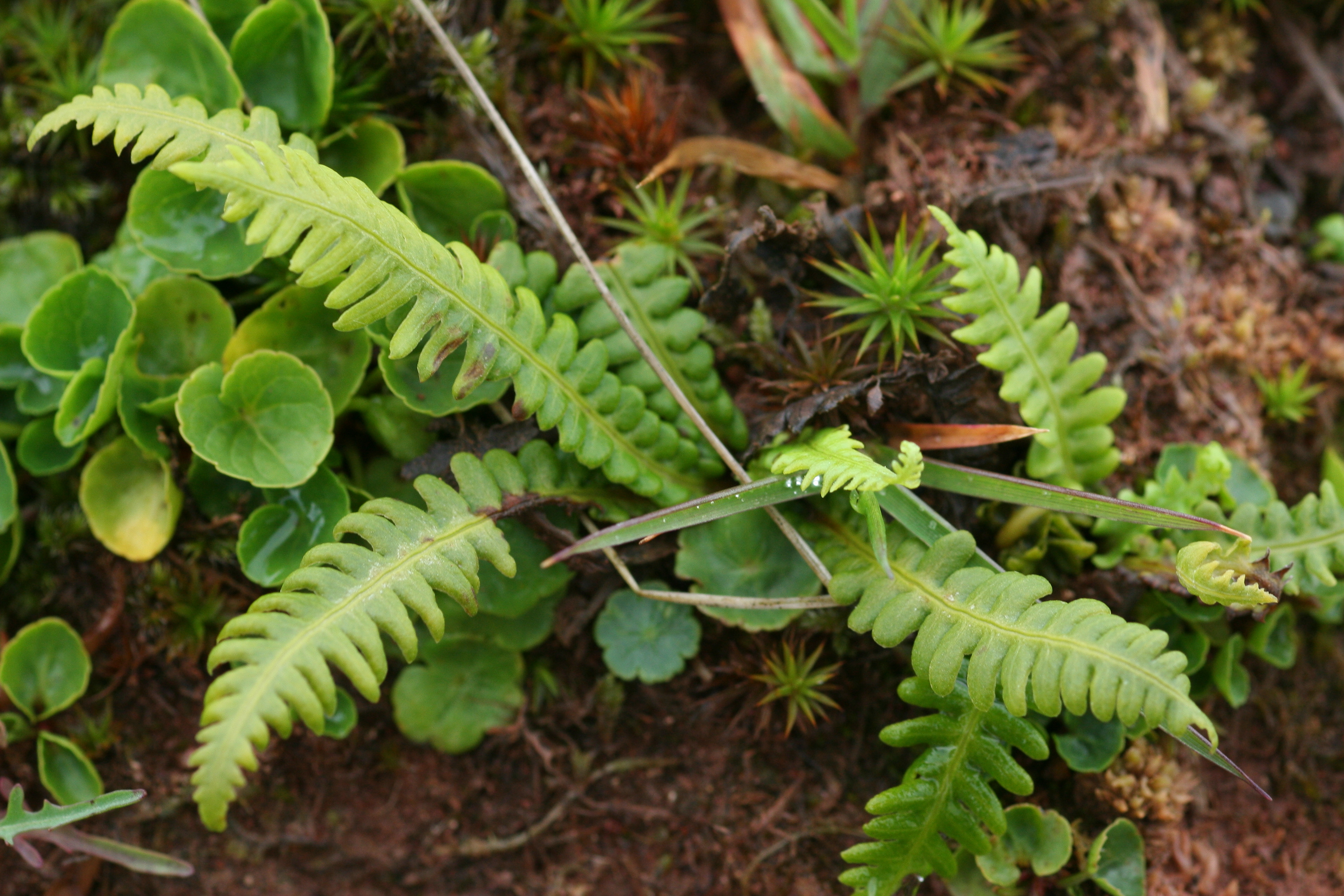
Struthiopteris fallax (Lange) S. Molino, Gabriel y Galán & Wasowicz

Un helecho llamado Struthiopteris fallax, crece en  Deildartunguhver. Este helecho solo crece en este lugar de Islandia, y es el único helecho endémico de la isla. 